# Buzz Barton
Pour les articles homonymes, voir Barton.
Buzz Barton, pseudonyme de William Lamoreaux, né le 3 septembre 1913 et mort le 30 novembre 1980, est un acteur américain.

## Biographie
William Lamoreaux grandit dans un ranch dans l'état du Missouri. Il est connu surtout pour ses rôles d'enfant acteur dans les westerns des studios FBO dans les années 1920. À l'âge de 13 ans il était un des enfants-acteurs les mieux payés de l'époque. Il prend le pseudonyme de Buzz Barton en 1927. Après l'arrivée du cinéma sonore il se produit surtout dans des rôles secondaires.
Il a travaillé pour Universal et MGM, pour qui il joue dans plus de cinquante films. Il meurt à l'âge de 67 ans.

## Filmographie

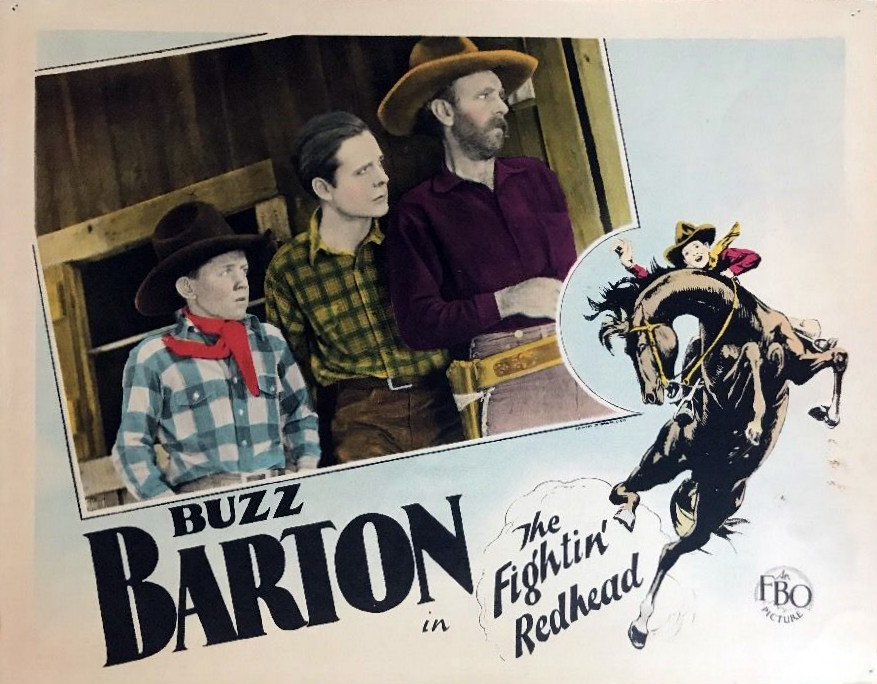
Carte promotionnelle du film Fightin Redhead.

- 1925 : The Knockout Kid (en)
- 1927 : Splitting the Breeze (en)
- 1927 : The Boy Rider (en)
- 1927 : The Slingshot Kid (en)  de Louis King
- 1927 : Thunderbolt's Tracks (en)
- 1928 : The Fightin' Redhead (en)   de Louis King
- 1928 : The Pinto Kid (en)   de Louis King
- 1928 : The Bantam Cowboy (en)
- 1928 : Rough Ridin' Red (en)
- 1928 : Wizard of the Saddle (en)
- 1928 : The Little Buckaroo
- 1928 : Young Whirlwind (en)  de Louis King
- 1928 : Orphan of the Sage
- 1929 : The Vagabond Cub (en) de Louis King
- 1929 : The Freckled Rascal (en)   de Louis King
- 1929 : Pals of the Prairie (en)  de Louis King
- 1930 : The Lone Defender de Richard Thorpe (serial)
- 1930 : Breed of the West (en) d'Alan James
- 1931 : The Cyclone Kid de J.P. McGowan
- 1931 : So This Is Arizona (en) de J. P. McGowan
- 1931 : Wild West Whoopee (en)
- 1931 : Riders of the Cactus (en)
- 1931 : Flying Lariats (en)
- 1932 : Human Targets (en)
- 1932 : Tangled Fortunes (en)
- 1934 : Au service du droit (The Lone Defender)
- 1934: The Tonto Kid de Harry L. Fraser
- 1935 : Powdersmoke Range (en)
- 1935 : The Reckless Buckaroo (en)
- 1935 : Saddle Aces (en)
- 1935 : Fighting Pioneers (en)
- 1936 : Feud of the West (en)
- 1936 :  The Riding Avenger (en)
- 1936 : Romance Rides the Range (en)
- 1938 : Rolling Caravans (en)
- 1938 : Phantom Gold (en)
- 1938 : The Painted Trail (en)
- 1939 : Frontiers of '49 (en)
- 1940 : Wild Horse Valley (en)